# Función de Himmelblau

Gráfica de la función de Himmelblau.

En optimización matemática, la función de Himmelblau es una función multimodal, definida sobre {\displaystyle \mathbb {R} ^{2}} y usada para comprobar el rendimiento de los algoritmos de optimización. 
La función se define de la siguiente manera:

{\displaystyle f(x,y)=(x^{2}+y-11)^{2}+(x+y^{2}-7)^{2}.\quad }.

Tiene una máximo local en {\displaystyle x=-0.270844\quad } y {\displaystyle y=-0.923038\quad } donde {\displaystyle f(x,y)=181.616\quad }, y cuatro mínimos locales idénticos (también son mínimos globales):

{\displaystyle f(3.0,2.0)=0.0\quad }, {\displaystyle f(-2.805118,3.131312)=0.0\quad }, {\displaystyle f(-3.779310,-3.283186)=0.0\quad }, {\displaystyle f(3.584428,-1.848126)=0.0\quad }.

La determinación de todos los mínimos locales puede ser hallada analíticamente, pero la función está orientada principalmente a la comprobación numérica de algoritmos de optimización.